# Captain America
Captain America (tiếng Việt: Đội trưởng Mỹ) là một siêu anh hùng hư cấu xuất hiện trong truyện tranh của Hoa Kỳ được xuất bản bởi Marvel Comics. Được tạo bởi họa sĩ truyện tranh Joe Simon và Jack Kirby, nhân vật lần đầu tiên xuất hiện trong Captain America Comics # 1 (bìa ngày tháng 3 năm 1941) từ Timely Comics, tiền thân của Marvel Comics. Captain America được thiết kế như một siêu nhân yêu nước, người thường chiến đấu với các thế lực của Thế chiến II và là nhân vật nổi tiếng nhất của Timely Comics trong thời kỳ chiến tranh. Sự nổi tiếng của các siêu anh hùng suy yếu sau chiến tranh và truyện tranh Captain America đã bị ngừng lại vào năm 1950, sau đó được hồi sinh trong khoảng thời gian ngắn ngủi ngắn tới năm 1953. Kể từ khi Marvel Comics hồi sinh nhân vật vào năm 1964, Captain America vẫn được xuất bản.
Nhân vật mặc một bộ trang phục mang họa tiết cờ Mỹ, và anh ta sử dụng một chiếc khiên gần như không thể phá hủy mà anh ta ném như một viên đạn. Captain America là bản ngã thay đổi của Steve Rogers, một chàng trai trẻ yếu đuối được nâng cao đến đỉnh cao sự hoàn hảo của con người bằng một huyết thanh thử nghiệm để hỗ trợ những nỗ lực của chính phủ Hoa Kỳ trong Thế chiến II. Gần cuối cuộc chiến, anh bị mắc kẹt trong băng và sống sót trong hoạt hình treo cho đến khi anh được hồi sinh trong thời đại ngày nay. Mặc dù Captain America thường đấu tranh để duy trì lý tưởng của mình như một người đàn ông ngoài thời gian với thực tế hiện đại của mình, anh vẫn là một nhân vật rất được kính trọng trong cộng đồng của mình, bao gồm việc trở thành thủ lĩnh lâu dài của Avengers.
Captain America là nhân vật Marvel Comics đầu tiên xuất hiện trên truyền thông ngoài truyện tranh với việc phát hành sê-ri phim năm 1944, Captain America. Kể từ đó, nhân vật này đã được xuất hiện trong các bộ phim và phim truyền hình khác. Trong Vũ trụ điện ảnh Marvel (MCU), nhân vật được Chris Evans thể hiện trong Captain America: The First Avenger (2011), The Avengers (2012), Captain America: The Winter Soldier (2014), Avengers: Age of Ultron (2015), Captain America: Civil War (2016), Avengers: Infinity War (2018) và Avengers: Endgame (2019). Anh từng tham gia vào phim Thor: The Dark World (2013), Ant-Man (2015), Spider-Man: Homecoming (2017) và Captain Marvel (2019).
Captain America được xếp hạng thứ sáu trong "100 anh hùng truyện tranh hàng đầu mọi thời đại" của IGN năm 2011, thứ hai trong danh sách "50 Avengers hàng đầu" năm 2012  và thứ hai trong danh sách "25 siêu anh hùng Marvel hay nhất năm 2014" của Marvel.

## Lịch sử

### Sáng tạo
Năm 1940, nhà văn Joe Simon đã nghĩ ra ý tưởng cho Captain America và thực hiện một bản phác thảo về nhân vật trong trang phục. "Tôi đã viết tên 'Super American' ở cuối trang," Simon nói trong cuốn tự truyện của mình, và sau đó quyết định:
Không, nó không hoạt động. Có quá nhiều "Supers" xung quanh. "Captain America" có âm thanh hay. Không có nhiều thuyền trưởng trong truyện tranh. Nó dễ dàng như thế. Người bạn đồng hành của cậu bé được đặt tên đơn giản là Bucky, theo tên của bạn tôi là Bucky Pierson, một ngôi sao trong đội bóng rổ của trường trung học của chúng tôi.

Simon nhớ lại trong cuốn tự truyện của mình rằng nhà xuất bản Timely Comics Martin Goodman đã cho anh ta đi trước và chỉ đạo rằng một loạt truyện tranh solo của Captain America sẽ được xuất bản càng sớm càng tốt. Cần lấp đầy một truyện tranh đầy đủ với chủ yếu các câu chuyện của một nhân vật, Simon không tin rằng đối tác sáng tạo thường xuyên của mình, họa sĩ Jack Kirby, có thể xử lý khối lượng công việc một mình:
Tôi không có nhiều ý kiến phản đối về việc đưa phi hành đoàn vào vấn đề đầu tiên... Có hai nghệ sĩ trẻ từ Connecticut đã gây ấn tượng mạnh với tôi. Al Avison và Al Gabriele thường làm việc cùng nhau và khá thành công trong việc điều chỉnh phong cách cá nhân của họ với nhau. Thật ra, công việc của họ không quá xa với [của] Kirby. Nếu họ làm việc với nó, và nếu một người điều tra kết hợp ba phong cách lại với nhau, tôi tin rằng sản phẩm cuối cùng sẽ xuất hiện khá đồng đều. Hai Als rất háo hức tham gia vào cuốn sách  Captain America  mới, nhưng Jack Kirby đã rất buồn bã. "Anh vẫn là số một, Jack," tôi trấn an anh. "Đó chỉ là vấn đề thời hạn nhanh chóng cho vấn đề đầu tiên."
"Tôi sẽ đưa ra thời hạn," Jack hứa. "Tôi sẽ tự mình viết nó [tất cả] và đưa ra thời hạn." Tôi đã không mong đợi kiểu phản ứng này... nhưng tôi đã chấp nhận mong muốn của Kirby và, hóa ra, thật may mắn là tôi đã làm. Có thể có hai Als, nhưng chỉ có một Jack Kirby... Tôi đã viết cuốn sách  Captain America  đầu tiên với chữ viết bằng bút chì ngay trên bảng vẽ, với những phác họa rất thô sơ về hình vẽ và hình nền. Kirby đã làm việc của mình, xây dựng giải phẫu cơ bắp, thêm ý tưởng và bật lên hành động như chỉ có thể. Sau đó, ông thắt chặt các bản vẽ bút chì, thêm hình nền, khuôn mặt và hình vẽ chi tiết."

(1974) Hội nghị nghệ thuật truyện tranh có bản phác thảo ban đầu của Simon về Captain America.

Al Lieberman sẽ viết ra vấn đề đầu tiên, được viết bởi người viết thư thông thường của Simon và Kirby, Howard Ferguson.
Simon nói Captain America là một sáng tạo chính trị có ý thức; ông và Kirby bị đẩy lùi về mặt đạo đức bởi những hành động của Đức Quốc xã trong những năm dẫn đến sự can dự của Hoa Kỳ vào Thế chiến II và cảm thấy chiến tranh là không thể tránh khỏi: tổ chức tốt. Chúng tôi muốn có tiếng nói của chúng tôi quá.

### Thời kỳ hoàng kim
Captain America (truyện tranh) #1 - tháng 3 năm 1941  và bán vào ngày 20 tháng 12 năm 1940, một năm trước khi tấn công Trân Châu Cảng, nhưng một năm đầy đủ vào Thế giới Chiến tranh II - cho thấy nhân vật chính đấm thủ lĩnh Đức quốc xã Adolf Hitler; nó đã bán được gần một triệu bản. Trong khi hầu hết độc giả phản ứng có lợi cho truyện tranh, một số người đã phản đối. Simon lưu ý: "Khi vấn đề đầu tiên xuất hiện, chúng tôi đã nhận được rất nhiều... thư đe dọa và ghét thư. Một số người thực sự phản đối những gì Cap đại diện". Các mối đe dọa, bao gồm các nhóm người đe dọa lảng vảng trên đường bên ngoài văn phòng, tỏ ra nghiêm trọng đến mức bảo vệ cảnh sát được đăng với Thị trưởng New York Fiorello La Guardia Simon và Kirby để hỗ trợ anh ấy.
Mặc dù trước đó là một "siêu anh hùng có chủ đề yêu nước" của MLJ The Shield, Captain America ngay lập tức trở thành người nổi bật và bền bỉ nhất trong làn sóng các siêu anh hùng được giới thiệu ở Mỹ truyện tranh trước và trong Thế chiến II  được chứng minh bằng động thái bất thường tại thời điểm ra mắt nhân vật trong tiêu đề của riêng mình thay vì một tiêu đề tuyển tập đầu tiên. Sự nổi tiếng này đã thu hút sự chú ý và phàn nàn từ MLJ rằng lá chắn hình tam giác của nhân vật quá giống với biểu tượng ngực của nhân vật Khiên của họ. Để đáp lại, Goodman đã cho Simon và Kirby tạo ra một chiếc khiên tròn đặc biệt cho vấn đề 2, tiếp tục trở thành một yếu tố mang tính biểu tượng của nhân vật.  Với người bạn đồng hành Bucky, Captain America phải đối mặt với Đức quốc xã, Nhật Bản và các mối đe dọa khác đối với nước Mỹ và Đồng minh thời chiến. Stanley Lieber, giờ đây được biết đến với cái tên Stan Lee, đã đóng góp cho nhân vật trong số 3 trong câu chuyện văn bản phụ "Captain America cho phép kẻ phản bội trả thù", giới thiệu việc sử dụng khiên của anh ta làm vũ khí ném trả.  Captain America sớm trở thành nhân vật nổi tiếng nhất của Timely và thậm chí còn có một câu lạc bộ fan hâm mộ gọi là "Lính của sự tự do".
Số liệu lưu hành vẫn gần một triệu bản mỗi tháng sau khi phát hành lần đầu tiên, vượt xa cả số lượng phát hành của các tạp chí tin tức như Time trong giai đoạn này.  Sau khi nhóm Simon và Kirby chuyển đến DC Comics vào cuối năm 1941, sau khi sản xuất Captain America Comics thông qua số 10 (tháng 1 năm 1942), Al Avison và Syd Shores đã trở thành những người chơi cờ thường xuyên của tựa game nổi tiếng, với một người nói chung là người khác. Nhân vật này được xuất hiện trong All Winners Comics # 1-19 (Mùa hè 1941 - Mùa thu 1946), Truyện tranh Marvel Mystery # 80-84 và # 86-92, Truyện tranh Hoa Kỳ # 6-17 (Tháng 12 năm 1942 - Mùa thu năm 1945), và All Select Comics số 1-10 (Mùa thu 1943 - Mùa hè năm 1946).
Trong thời kỳ hậu chiến, với sự nổi tiếng của các siêu anh hùng mờ dần, Captain America đã lãnh đạo đội siêu anh hùng đầu tiên của Timely, All-Winners Squad, trong hai cuộc phiêu lưu được xuất bản của nó, trong All Winners Comics # 19 và # 21 (Fall mùa đông năm 1946; không có vấn đề # 20). Sau khi Bucky bị bắn và bị thương trong câu chuyện Captain America năm 1948, anh đã được bạn gái của Captain America, Betsy Ross, người trở thành Cô gái vàng siêu anh hùng thành công. Captain America Comics chạy cho đến khi số 73 (tháng 7 năm 1949),  tại thời điểm bộ truyện được đổi tên thành Captain America's Weird Tales   cho hai vấn đề, với trận chung kết là một vấn đề hợp tuyển kinh dị / hồi hộp không có siêu anh hùng.
Atlas Comics đã cố gắng hồi sinh các tựa phim siêu anh hùng của mình khi giới thiệu lại Captain America, cùng với Human Torch và Sub-Mariner ban đầu, trong Young Men # 24 (tháng 12 năm 1953). Được quảng cáo là "Captain America, Commie Smasher!"   Captain America xuất hiện trong năm tiếp theo trong Young Men # 24-28 và Adventures Adventures # 27-28, cũng như trong số 76-78 của một tựa game cùng tên. Sự hồi sinh siêu anh hùng của Atlas là một thất bại thương mại,  và tiêu đề của nhân vật đã bị hủy bỏ với Captain America # 78 (tháng 9 năm 1954).

### Thời kỳ bạc và đồng

Avengers #4 (March 1964). Cover art by Jack Kirby and George Roussos.

Trong câu chuyện Human Torch có tựa đề "Captain America" trong Marvel Tales 'Strange Tales # 114 (tháng 11 năm 1963),  nhà văn kiêm biên tập viên Stan Lee và họa sĩ kiêm đồng tác giả Jack Kirby đã mô tả thành viên nhóm Fantastic Four trẻ tuổi, Johnny Storm, trong một buổi trình diễn với Captain America, được mô tả như một siêu anh hùng huyền thoại trong Thế chiến II và những năm 1950 đã trở lại sau nhiều lần năm nghỉ hưu rõ ràng. Câu chuyện dài 18 trang kết thúc với cảnh Captain America này được tiết lộ với tư cách là kẻ mạo danh: thực ra đó là nhân vật phản diện Acrobat, một cựu diễn viên xiếc mà Torch đã đánh bại trong Strange Tales # 106, kẻ đã đánh bật hai tên trộm ra khỏi tù, với hy vọng lôi kéo cảnh sát đi trong khi cố gắng để cướp ngân hàng địa phương. Sau đó, Storm đào ra một cuốn truyện tranh cũ, trong đó Captain America được cho là Steve Rogers. Một chú thích trong bảng điều khiển cuối cùng nói rằng câu chuyện này là một thử nghiệm để xem liệu độc giả có muốn Captain America trở lại hay không. Theo Lee, phản hồi của người hâm mộ về buổi thử sức rất nhiệt tình.
Captain America sau đó được chính thức giới thiệu trong The Avengers # 4 (tháng 3 năm 1964),  Điều này giải thích rằng trong những ngày cuối cùng của Thế chiến II, anh đã rơi từ một chiếc máy bay không người lái thử nghiệm xuống Bắc Đại Tây Dương và trải qua nhiều thập kỷ bị đóng băng trong một khối băng trong trạng thái hoạt hình lơ lửng. Người anh hùng đã tìm thấy một thế hệ độc giả mới với tư cách là thủ lĩnh của đội siêu anh hùng đó. Sau thành công của các nhân vật Marvel khác được giới thiệu trong những năm 1960, Captain America đã được tái hiện như một anh hùng "bị ám ảnh bởi những ký ức trong quá khứ và cố gắng thích nghi với xã hội những năm 1960".
Sau đó, khách mời tham gia bộ phim "Người sắt" trong Tales of Suspense # 58 (tháng 10 năm 1964), Captain America đã có được tính năng solo của riêng mình trong "cuốn sách chia nhỏ" đó, bắt đầu vấn đề sau.  Vấn đề # 63 (tháng 3/1965), kể lại nguồn gốc của Captain America, thông qua số 71 (tháng 11/1965) là một tính năng được đặt ra trong Thế chiến II và đồng hành với ngôi sao thời kỳ hoàng kim của Captain America, Bucky. Kirby đã vẽ tất cả trừ hai trong số những câu chuyện trong Tales of Suspense, trở thành Captain America với # 100 (tháng 4 năm 1968); Gil Kane và John Romita Sr.,  mỗi lần điền vào một lần. Một số câu chuyện đã được hoàn thành bởi penciller-inker George Tuska về các bố cục Kirby, với một kết thúc bởi Romita Sr. và một câu chuyện khác của penciller Dick Ayers và inker John Tartaglione. Những người viết mực thường xuyên của Kirby trong sê-ri là Frank Giacoia (vai "Frank Ray") và Joe Sinnott, mặc dù nghệ sĩ Don Heck và Golden Age Captain America, Syd Shores đã viết một câu chuyện.
Loạt bài này - được coi là Captain America tập một của các nhà nghiên cứu và sử gia truyện tranh,  sau Captain America Comics của thập niên 1940 và phần tiếp theo của Tales of Suspense vào những năm 1950 - kết thúc với # 454 (tháng 8 năm 1996).
Sê-ri này gần như ngay lập tức được theo sau bởi Captain America vol. 2 (tháng 11 năm 1996 - tháng 11 năm 1997, một phần của sự kiện chéo "Heroes Reborn"),  50 vấn đề Captain America vol. 3 (tháng 1 năm 1998 - tháng 2 năm 2002),  Captain America gồm 32 vấn đề. 4 (tháng 6 năm 2002 - tháng 12 năm 2004),  và Captain America tập. 5 (tháng 1 năm 2005 - tháng 8 năm 2011).  Bắt đầu với vấn đề tổng thể thứ 600 (tháng 8 năm 2009), Captain America đã tiếp tục đánh số ban đầu, như thể việc đánh số loạt đã tiếp tục không bị gián đoạn sau # 454.

### Thời kỳ hiện đại
Là một phần của hậu quả của cốt truyện xuyên suốt công ty "Nội chiến" của Marvel Comics,   Steve Rogers bị giết một cách phô trương trong Captain America vol. 5, # 25 (tháng 3 năm 2007).
Cốt truyện về sự trở lại của Rogers bắt đầu ở trang số 600.  Rogers, người không chết nhưng vẫn tiếp tục vượt thời gian, trở lại ngày nay trong bộ phim ngắn gồm sáu vấn đề Captain America: Reborn (tháng 9 năm 2009 - tháng 3 năm 2010).
Sau sự trở lại của Rogers, Barnes, với sự khẳng định của Rogers, tiếp tục là Captain America, bắt đầu trong truyện tranh one-shot Captain America: Who Will Wield the Shield? (Tháng 2 năm 2010). Trong khi Bucky Barnes tiếp tục phiêu lưu trong các trang của Captain America, Steve Rogers đã nhận được miniseries của riêng mình (Steve Rogers: Super-Soldier) cũng như đảm nhận vị trí lãnh đạo trong loạt phim Secret Avengers mới đang diễn ra.
Loạt spinoff bao gồm Captain America Sentinel of Liberty (tháng 9 năm 1998 - tháng 8 năm 1999) và Captain America và Falcon (tháng 5 năm 2004 - tháng 6 năm 2005). Captain America thập niên 1940 xuất hiện cùng với Human Torch và Sub-Mariner của thập niên 1940 trong miniseries 12 vấn đề Avengers/Invaders.  Sê-ri phim ngắn Captain America: The Chosen năm 2007, được viết bởi David Morrell và được bút chì bởi Mitchell Breitweiser, mô tả một phút cuối của Steve Rogers đang hấp hối, tại S.H.I.E.L.D. trụ sở chính, như linh hồn của anh ta hướng dẫn James Newman, một lính thủy trẻ người Mỹ chiến đấu ở Afghanistan. The Chosen không phải là một phần của liên tục Vũ trụ Marvel chính.
Trong cốt truyện "Hai châu Mỹ" chạy trong các vấn đề # 602-605, bộ truyện đã gây tranh cãi về sự giống nhau giữa những người biểu tình được miêu tả trong truyện tranh và phong trào Tiệc trà. Đặc biệt vẽ sự khinh miệt là một bảng điều khiển của một người biểu tình có dòng chữ "Tea Bag the Libs Before They Tea Bag You!"   Ngoài ra vẽ tranh cãi là những nhận xét được thực hiện bởi Falcon ngụ ý rằng đám đông là phân biệt chủng tộc.  Trong chuyên mục về Tài nguyên truyện tranh, Tổng biên tập truyện tranh Marvel Joe Quesada đã xin lỗi về dấu hiệu này, cho rằng đó là một sai lầm, được thêm vào bởi người viết thư vào phút cuối.
Nhân vật này, đầu tiên là điệp viên Steve Rogers và sau đó trở lại danh tính Captain America, xuất hiện như một nhân vật thường xuyên trong loạt phim Avengers2013 Avengers 2010, từ số 1 (tháng 7 năm 2010) cho đến số cuối cùng # 34 (tháng 1 năm 2013). Nhân vật này xuất hiện với tư cách là đặc vụ Steve Rogers với tư cách là nhân vật thường xuyên trong sê-ri Secret Avengers 2010 2010, từ số 1 (tháng 7 năm 2010) cho đến số 21 (tháng 3 năm 2012); nhân vật này đã xuất hiện với tư cách khách mời là Captain America trong các số # 21.1, # 22 Tiết23, # 35 và số cuối cùng của sê-ri # 37 (tháng 3 năm 2013).
Marvel tuyên bố vào tháng 5 năm 2011 rằng Rogers, sau cái chết công khai của Bucky Barnes trong miniseries Fear Itself, sẽ tiếp tục danh tính Captain America của mình trong tập thứ sáu của Captain America, bởi nhà văn Ed Brubaker và nghệ sĩ Steve McNiven.  Tiêu đề Captain America tiếp tục từ số # 620 kể về những câu chuyện hợp tác với Bucky (# 620- # 628), Hawkeye (#629-#632), Iron Man (#633–635), Namor (#635.1), và Black Widow (#636-#640),  và tiêu đề đã kết thúc quá trình in của nó với vấn đề # 640.
Captain America là một nhân vật thường xuyên trong Uncanny Avengers (2012), bắt đầu với vấn đề # 1 như một phần của Marvel NOW!. Captain America tập. 7 được ra mắt vào tháng 11 năm 2012 với ngày tháng 1 năm 2013 của nhà văn Rick Remender và nghệ sĩ John Romita Jr.
Vào ngày 16 tháng 7 năm 2014, Marvel Comics đã thông báo rằng lớp áo của Captain America sẽ được Rogers (người trong cốt truyện gần đây nhất đã biến thành một người đàn ông 90 tuổi) cho đồng minh lâu năm của mình là The Falcon, với loạt phim được khởi chạy lại là Captain America hoàn toàn mới.
Marvel tuyên bố rằng Rogers sẽ trở thành Captain America một lần nữa trong loạt truyện tranh Captain America: Steve Rogers.  Sê-ri mới này theo dõi các sự kiện của "Avengers: Standoff!," Trong đó Captain America được khôi phục lại trạng thái trẻ trung sau cuộc chạm trán với Cosmic Cube, Kobik, và quá khứ của anh được viết lại một cách quyết liệt theo chỉ dẫn của Red Skull. Sau đó, Captain America âm mưu đặt mình và Hydra vào vị trí mà họ có thể chinh phục nước Mỹ trong sự kiện "Đế chế bí mật" của Marvel.

## Hợp pháp hóa
Vào năm 1966, Joe Simon đã kiện các chủ sở hữu của Marvel Comics, khẳng định rằng ông không phải Marvel, Marvel có quyền hợp pháp để gia hạn bản quyền khi hết thời hạn 28 năm ban đầu. Hai bên giải quyết ra khỏi tòa án, với Simon đồng ý với một tuyên bố rằng nhân vật đã được tạo ra theo điều khoản việc làm của nhà xuất bản, và do đó nó là công việc cho thuê thuộc sở hữu của họ.
Năm 1999, Simon đã đệ đơn yêu cầu bản quyền cho Captain America theo một điều khoản của Đạo luật bản quyền năm 1976, cho phép những người sáng tạo ban đầu các tác phẩm đã được bán cho các tập đoàn để đòi lại chúng sau thời hạn bản quyền 56 năm (nhưng không phải là dài hạn ban hành bởi luật mới) đã hết hạn. Marvel Entertainment đã thách thức yêu cầu bồi thường, lập luận rằng việc giải quyết vụ kiện năm 1966 của Simon khiến nhân vật không đủ điều kiện chấm dứt chuyển nhượng bản quyền. Simon và Marvel giải quyết ra khỏi tòa án vào năm 2003, trong một thỏa thuận trả tiền bản quyền Simon cho việc buôn bán và cấp phép sử dụng nhân vật.

## Tiểu sử nhân vật hư cấu

### Thế kỷ 20

#### Những năm 1940

Captain America Comics #1 (March 1941). Cover art by Joe Simon (inks and pencils) and Jack Kirby (pencils).

Steven Rogers được sinh ra ở Lower East Side của Manhattan, thành phố New York, vào năm 1920 với những người nhập cư nghèo ở Ireland, Sarah và Joseph Rogers.  Joseph chết khi Steve còn nhỏ, và Sarah chết vì viêm phổi trong khi Steve còn là một thiếu niên. Đến đầu năm 1940, trước khi Mỹ tham gia Thế chiến II, Rogers là một sinh viên mỹ thuật cao lớn, nguệch ngoạc chuyên về minh họa và là một nhà văn và họa sĩ truyện tranh.
Băn khoăn trước sự tàn phá của châu Âu bởi Đức quốc xã, Rogers cố gắng nhập ngũ nhưng bị từ chối vì thân hình yếu đuối. Nghị quyết của ông thu hút thông báo của Tướng quân đội Hoa Kỳ Chester Phillips và "Dự án: Tái sinh". Rogers được sử dụng làm đối tượng thử nghiệm cho dự án Super-Soldier, nhận được một loại huyết thanh đặc biệt được sản xuất bởi "Tiến sĩ Josef Reinstein",  sau đó đổi lại thành tên mã cho nhà khoa học Abraham Erskine.
Huyết thanh là một thành công và biến Steve Rogers thành một con người gần như hoàn hảo với sức mạnh, sự nhanh nhẹn, sức chịu đựng và trí thông minh đỉnh cao. Thành công của chương trình khiến Erskine băn khoăn về việc tái tạo thí nghiệm trên người khác.  Bản thân quy trình đã được thống nhất chi tiết: Mặc dù trong tài liệu gốc, Rogers được cho thấy đã tiêm Super-Serum, khi nguồn gốc được bán lại vào những năm 1960, Cơ quan Mã truyện tranh đã phủ quyết về mô tả đồ họa về việc sử dụng và lạm dụng thuốc và do đó, Super-Serum được tái sử dụng thành một công thức uống.
Erskine từ chối viết ra mọi yếu tố quan trọng của việc điều trị, để lại một kiến thức thiếu sót, không hoàn hảo về các bước. Do đó, khi điệp viên Đức Quốc xã Heinz Kruger giết chết anh ta, phương pháp tạo ra Siêu chiến binh mới của Erskine đã chết. Captain America, trong hành động đầu tiên sau khi biến hình, đã trả thù Erskine. Trong câu chuyện gốc năm 1941 và trong Tales of Suspense # 63, Kruger chết khi chạy vào máy móc nhưng không bị Rogers giết; trong phiên bản Captain America # 109 và # 255, Rogers gây ra cái chết của người máy bằng cách đấm anh ta vào máy móc.
Không thể tạo ra Siêu chiến binh mới và sẵn sàng che giấu thất bại Project Rebirth, chính phủ Mỹ đã biến Rogers thành một siêu anh hùng yêu nước, có thể chống lại mối đe dọa của Red Skull như một đặc vụ phản gián. Ông được cung cấp một bộ đồng phục yêu nước theo thiết kế của riêng mình,  một tấm khiên chống đạn, một cánh tay phụ cá nhân và mật danh Captain America, trong khi đóng giả là một bộ binh vụng về ở Camp Lehigh ở Virginia. Anh ta kết bạn với linh vật tuổi teen của trại, James Buchanan "Bucky" Barnes.
Barnes biết được danh tính kép của Rogers và đề nghị giữ bí mật nếu anh ta có thể trở thành bạn đồng hành của Captain America. Trong cuộc phiêu lưu của họ, Franklin D. Roosevelt tặng cho Captain America một chiếc khiên mới, được rèn từ một hợp kim thép và thép rung, được hợp nhất bởi một chất xúc tác không xác định, hiệu quả đến mức nó thay thế súng của chính anh ta.  Trong suốt Thế chiến II, Captain America và Bucky chiến đấu với mối đe dọa của Đức Quốc xã cả về bản thân họ và với tư cách là thành viên của đội siêu anh hùng Kẻ xâm lược như được thấy trong truyện tranh cùng tên năm 1970.  Captain America chiến đấu trong nhiều trận chiến trong Thế chiến II, chủ yếu là thành viên của Tiểu đoàn 1, Trung đoàn 26 Bộ binh "Blue Spaders".  Captain America chiến đấu với một số mối đe dọa hình sự trên đất Mỹ, bao gồm rất nhiều nhân vật phản diện đắt giá: Người đàn ông sáp, người treo cổ, người răng nanh, Móng vuốt đen, và Cái chết trắng, bao gồm những kẻ khác.
Ngoài Bucky, Captain America thỉnh thoảng được hỗ trợ bởi Sentinels of Liberty.  Sentinels of Liberty là danh hiệu được trao cho các thành viên của câu lạc bộ fan hâm mộ Captain America Comics, người mà Captain America đôi khi đề cập đến như một bên, hoặc là nhân vật trong các câu chuyện của Captain America Comics.
Cuối tháng 4/1945, trong những ngày kết thúc Thế chiến II, Captain America và Bucky cố gắng ngăn chặn tên ác nhân Baron Zemo tiêu diệt một chiếc máy bay không người lái thử nghiệm. Zemo phóng chiếc máy bay với chất nổ vũ trang trên đó cùng với Rogers và Barnes trong cuộc truy đuổi nóng bỏng. Cặp đôi đến máy bay ngay trước khi cất cánh. Khi Bucky cố gắng gỡ bom, nó phát nổ giữa không trung. Rogers bị cuốn vào vùng nước đóng băng ở Bắc Đại Tây Dương. Cả hai đều được coi là đã chết, mặc dù sau đó được tiết lộ rằng cả hai đều không chết.

#### Cuối những năm 1940 đến 1950
Captain America xuất hiện trong truyện tranh trong vài năm tới, thay đổi từ người anh hùng thời Thế chiến II chống lại Đức quốc xã để đối đầu với kẻ thù mới nhất của Hoa Kỳ, Chủ nghĩa Cộng sản. Sự hồi sinh của nhân vật vào giữa những năm 1950 chỉ diễn ra trong thời gian ngắn và các sự kiện trong khoảng thời gian đó sau đó được tái hiện để cho thấy rằng nhiều người đã vận hành sử dụng tên mã để giải thích những thay đổi trong nhân vật. Những người kế vị sau Thế chiến II được liệt kê là William Naslund và Jeffrey Mace.
Người cuối cùng trong số những Thuyền trưởng chính thức khác, William Burnside, là một sinh viên tốt nghiệp lịch sử say mê các huyền thoại Captain America, có ngoại hình được phẫu thuật thay đổi để giống với Rogers và thay đổi tên của anh ta thành "Steve Rogers", trở thành "Captain America" mới của thập niên 1950. Ông quản lý cho bản thân và học trò James "Jack" Monroe một bản sao hoàn hảo, không hoàn chỉnh của Super-Serum, không đề cập đến phần Vita-Ray cần thiết trong điều trị. Kết quả là, trong khi Burnside và Monroe trở thành Captain America và Bucky mới, họ trở nên hoang tưởng dữ dội, thường phát cuồng về những người vô tội là những người đồng cảm cộng sản trong thời kỳ đỉnh cao của Red Scare những năm 1950. Sự điên rồ của họ đã buộc chính phủ Hoa Kỳ phải đặt chúng trong kho bảo quản lạnh vô thời hạn cho đến khi họ có thể được chữa khỏi bệnh tâm thần. Monroe sau đó sẽ được chữa khỏi và đảm nhận danh tính người du mục (Nomad).

#### Những năm 1960 đến 1970
Nhiều năm sau, đội siêu anh hùng Avengers phát hiện ra xác của Steve Rogers ở Bắc Đại Tây Dương. Sau khi anh hồi sinh, họ cùng nhau nói rằng Rogers đã được bảo tồn trong một khối băng từ năm 1945, sống sót nhờ những cải tiến của anh từ Project: Rebirth. Khối này bắt đầu tan chảy sau khi Sub-Mariner, tức giận rằng một bộ lạc Inuit đang tôn thờ nhân vật băng giá, ném nó xuống đại dương. Rogers chấp nhận làm thành viên trong Avengers, và kinh nghiệm của anh ấy trong dịch vụ chiến đấu cá nhân và thời gian của anh ấy với Invaders khiến anh ấy trở thành một tài sản quý giá. Ông nhanh chóng đảm nhận vai trò lãnh đạo và thường trở lại vị trí đó trong suốt lịch sử của đội.

Captain America #180 (Dec. 1974). Captain America becomes "Nomad". Cover art by Gil Kane and Frank Giacoia.

Captain America đang cảm thấy tội lỗi vì không thể ngăn chặn cái chết của Bucky. Mặc dù anh ta đưa Rick Jones trẻ tuổi (người rất giống với Bucky) dưới sự giám hộ của anh ta, anh ta từ chối một thời gian để cho phép Jones chiếm lấy danh tính Bucky, không muốn chịu trách nhiệm cho cái chết của một thanh niên khác. Khẳng định rằng anh hùng của mình tiếp tục từ sự mất mát đó, Jones thuyết phục Rogers cho anh ta mặc trang phục Bucky, nhưng sự hợp tác này chỉ kéo dài trong một thời gian ngắn; một Red Skull được ngụy trang, mạo danh Rogers với sự giúp đỡ của Cosmic Cube, đẩy Jones đi.
Rogers tái hợp với đồng đội chiến tranh cũ của mình Nick Fury, người được bảo quản tốt tương tự nhờ "Công thức vô cực". Do đó, Rogers thường xuyên thực hiện các nhiệm vụ cho cơ quan an ninh S.H.I.E.L.D., mà Fury là giám đốc công cộng. Thông qua Fury, Rogers  trở thành bạn với Sharon Carter, 1 đặc vụ của S.H.I.E.L.D, với người cuối cùng anh bắt đầu một mối quan hệ lãng mạn.
Rogers sau đó gặp và huấn luyện Sam Wilson, người trở thành siêu anh hùng Falcon, siêu anh hùng người Mỹ gốc Phi đầu tiên trong truyện tranh chính thống. Các nhân vật đã thiết lập một tình bạn bền vững và mối quan hệ đối tác phiêu lưu, chia sẻ tiêu đề loạt phim trong một thời gian là Captain America và Falcon. Hai người sau đó gặp phải Captain America hồi sinh nhưng vẫn điên rồ những năm 1950. Mặc dù Rogers và Falcon đánh bại Rogers và Jack Monroe giả, Rogers trở nên vô cùng lo lắng rằng anh ta có thể phải chịu số phận của người đồng cấp. Trong giai đoạn này, Rogers tạm thời có được siêu sức mạnh.
Loạt phim liên quan đến phiên bản vụ bê bối Watergate của Vũ trụ Marvel, làm cho Rogers không chắc chắn về vai trò của mình đến nỗi anh ta từ bỏ danh tính Captain America của mình để ủng hộ một người được gọi là Nomad, nhấn mạnh ý nghĩa của từ này là "người đàn ông không có đất nước". Trong thời gian này, một số người đàn ông không thành công nhận dạng Captain America. Rogers cuối cùng đã thừa nhận nó sau khi đến để xem xét rằng danh tính có thể là một biểu tượng của lý tưởng Mỹ chứ không phải chính phủ của nó; đó là một niềm tin cá nhân điển hình khi sau đó anh ta đối mặt với một sĩ quan quân đội tham nhũng cố gắng thao túng anh ta bằng cách kêu gọi lòng trung thành của anh ta, "Tôi trung thành với không có gì, Đại tướng... ngoại trừ Giấc mơ [Mỹ]." Jack Monroe, được chữa khỏi chứng bất ổn tinh thần, sau đó chiếm bí danh Nomad. Sharon Carter được cho là đã bị giết trong khi dưới sự kiểm soát tâm trí của Tiến sĩ Faustus.

#### Những năm 1980 đến 1990

Captain America #350 (February 1989). Rogers as "the Captain" vs. John Walker as Captain America. Cover art by Kieron Dwyer and Al Milgrom.

Những năm 1980 bao gồm một cuộc điều hành của nhà văn Roger Stern và nghệ sĩ John Byrne. Stern đã để Rogers xem xét một cuộc tranh cử Tổng thống Hoa Kỳ trong Captain America # 250 (tháng 6 năm 1980), một ý tưởng ban đầu được phát triển bởi Roger McKenzie và Don Perlin. Stern, với tư cách là biên tập viên của tiêu đề, ban đầu đã từ chối ý tưởng này nhưng sau đó đã thay đổi suy nghĩ về khái niệm này. McKenzie và Perlin đã nhận được tín dụng cho ý tưởng trên trang thư với sự nhấn mạnh của Stern. Stern cũng giới thiệu một mối quan tâm tình yêu mới, sinh viên luật Bernie Rosenthal, trong Captain America # 248 (tháng 8 năm 1980).
Nhà văn J. M. DeMatteis đã tiết lộ bộ mặt thật và nguồn gốc đầy đủ của Red Skull trong Captain America # 298-300, và đã có Captain America đảm nhận Jack Monroe, Nomad, làm đối tác trong một thời gian. Các anh hùng được tập hợp bởi Beyonder bầu Rogers làm thủ lĩnh trong thời gian ở trên Battleworld. Homophobia bị xử lý khi Rogers tình cờ gặp một người bạn thời thơ ấu tên Arnold Roth là người đồng tính.
Mark Gruenwald trở thành tác giả của bộ truyện với số # 307 (tháng 7 năm 1985) và đã viết 137 số trong 10 năm liên tiếp cho đến # 443 (tháng 9 năm 1995), hầu hết các vấn đề của bất kỳ tác giả nào trong lịch sử của nhân vật. Gruenwald đã tạo ra một số kẻ thù mới, bao gồm Crossbones và Serpent Society. Các nhân vật Gruenwald khác bao gồm Diamondback, Super Patriot, và Demolition Man. Gruenwald cũng đã khám phá nhiều chủ đề chính trị và xã hội, chẳng hạn như chủ nghĩa duy tâm cực đoan khi Captain America chiến đấu với tên trùm khủng bố chống chủ nghĩa dân tộc Flag-Smasher; và cảnh giác khi anh săn lùng tên sát nhân của Địa ngục.
Rogers nhận được một khoản bồi hoàn hoàn trả lớn kể từ khi anh ta biến mất vào cuối Thế chiến II, và một ủy ban chính phủ yêu cầu anh ta làm việc trực tiếp cho chính phủ Hoa Kỳ. Đã gặp rắc rối với tham nhũng mà anh gặp phải với sự cố Nuke ở thành phố New York, Rogers thay vào đó chọn từ chức, và sau đó lấy bí danh của "Thuyền trưởng". Một John America thay thế, John Walker, đấu tranh để mô phỏng lý tưởng của Rogers cho đến khi áp lực từ kẻ thù giấu mặt giúp đẩy Walker điên loạn. Rogers trở lại danh tính Captain America trong khi Walker hồi phục trở thành đặc vụ Hoa Kỳ.
Sau đó, Rogers tránh được vụ nổ phòng thí nghiệm methamphetamine, nhưng thuốc gây ra phản ứng hóa học trong huyết thanh Super-Soldier trong hệ thống của anh ta. Để chống lại phản ứng, Rogers đã loại bỏ huyết thanh khỏi cơ thể và luyện tập liên tục để duy trì tình trạng thể chất của mình. Một retcon sau đó xác định rằng huyết thanh không phải là một loại thuốc, nó sẽ chuyển hóa ra khỏi hệ thống của anh ta, nhưng thực tế là một sinh vật giống như virus gây ra thay đổi sinh hóa và di truyền. Điều này cũng giải thích thêm về việc kẻ thù của Red Skull, người lúc đó sống trong một cơ thể được nhân bản từ các tế bào của Rogers, có công thức trong cơ thể anh ta.
Do quá trình sinh hóa bị thay đổi, cơ thể của Rogers bắt đầu xấu đi, và trong một thời gian, anh ta phải mặc một bộ xương khỏe mạnh và cuối cùng lại được đưa vào hoạt hình treo. Trong thời gian này, anh ta được truyền máu từ Red Skull, giúp chữa trị tình trạng của anh ta và ổn định virus Super-Soldier trong hệ thống của anh ta. Captain America trở lại đấu tranh tội phạm và Avengers.
Sau khi Gruenwald rời khỏi bộ truyện, Mark Waid tiếp quản và hồi sinh Sharon Carter với tư cách là người yêu của Cap. Sau đó, tựa game đã được khởi chạy lại dưới thời Rob Liefeld khi Cap trở thành một phần của vũ trụ Heroes Reborn trong 13 vấn đề trước khi một bản phát hành khác được khôi phục Waid cho tựa game trong một vòng cung đã thấy Cap mất khiên trong một thời gian bằng cách sử dụng khiên dựa trên năng lượng như một sự thay thế tạm thời. Sau khi chạy của Waid, Dan Jurgens đã tiếp quản và giới thiệu kẻ thù mới Protocide, một người nhận thất bại của huyết thanh Super Soldier trước thí nghiệm tạo ra Rogers thành công. Một thời gian sau đó, chiếc khiên ban đầu của Rogers đã được lấy lại, nhưng thiệt hại tinh tế phải chịu trong trận chiến với Beyonder đã khiến nó bị phá vỡ và một 'căn bệnh ung thư rung động' được kích hoạt sẽ phá hủy tất cả rung động trên thế giới, với Rogers gần như bị buộc phải phá hủy tấm khiên trước khi đối đầu với kẻ xấu Klaw thấy các cuộc tấn công của Klaw vô tình sửa chữa các liên kết phân tử bị gãy của khiên và loại bỏ ung thư.

### Thế kỷ 21

#### Những năm 2000
Sau hậu quả của vụ tấn công khủng bố ngày 11 tháng 9, Rogers tiết lộ danh tính của mình với thế giới và thiết lập một nơi cư trú trong khu phố Red Hook ở Brooklyn, New York, như đã thấy trong Captain America vol. 4, # 1-7 (tháng 6 năm 2002 - tháng 2 năm 2003). Sau sự tan rã của Avengers trong "Avengers Disassembled "Arc câu chuyện, Rogers, hiện được SHIELD thuê, phát hiện ra Bucky còn sống, đã được Xô Viết cứu thành và Winter Lính. Rogers nối lại mối quan hệ hết lần này đến lần khác với S.H.I.E.L.D. đặc vụ Sharon Carter. Sau khi một đội giám sát hàng loạt thoát ra khỏi Raft, Rogers và Tony Stark tập hợp một đội mới của Avengers để săn lùng những kẻ trốn thoát.
Trong vòng cung câu chuyện toàn công ty năm 2006-2007 "Nội chiến (truyện tranh) phong trào chống đăng ký ngầm. Sau khi rancor đáng kể và nguy hiểm cho công chúng khi hai bên đụng độ, Captain America đã tự nguyện đầu hàng và ra lệnh cho lực lượng chống đăng ký phải đứng lại, cảm thấy rằng cuộc chiến đã đạt đến điểm mà nguyên tắc ban đầu được các lực lượng chống đăng ký viện dẫn bị mất.
Trong câu chuyện "Cái chết của Captain America", Rogers bị Sharon Carter bắn chết người, có hành động bị kẻ xấu thao túng Dr. Faustus. Các miniseries 'Fallen Son: The Death of Captain America' '# 1 Công5 (tháng 6, tháng 8 năm 2007) xem xét phản ứng của cộng đồng siêu anh hùng sững sờ trước vụ ám sát của Rogers, với mỗi trong số năm vấn đề tập trung vào một phản ứng của nhân vật khác nhau. Bucky tiếp nhận yêu cầu của Captain America, theo yêu cầu antemortem của Rogers.
 Captain America: Reborn  # 1 (tháng 8 năm 2009) tiết lộ rằng Rogers đã không chết, vì khẩu súng Sharon Carter đã bị thôi miên bắn vào Rogers khiến ý thức của anh ta bay vào không gian và thời gian, xuất hiện ở nhiều điểm khác nhau trong cuộc đời của mình. Mặc dù Rogers cố gắng chuyển một thông điệp đến tương lai bằng cách ra lệnh trì hoãn thời gian cho Vision trong Kree-Skrull War, Skull trả lại Rogers cho đến hiện tại, nơi anh ta kiểm soát tâm trí và cơ thể của Rogers. Rogers cuối cùng cũng lấy lại quyền kiểm soát và với sự giúp đỡ từ các đồng minh của mình, đánh bại Skull. Trong phần tiếp theo one-shot truyện tranh  Captain America: Ai sẽ sử dụng khiên? , Rogers chính thức trao cho Bucky chiếc khiên Captain America của anh ta và yêu cầu anh ta tiếp tục làm Captain America. Tổng thống Hoa Kỳ cấp cho Rogers toàn bộ ân xá cho các hành động chống đăng ký của mình.

#### Những năm 2010
Bản mẫu:Long plot

Promotional art for Steve Rogers: Super Soldier #1 (Sept. 2010) by Carlos Pacheco and Tim Townsend.

Sau vòng cung câu chuyện "Dark Reign" và "Siege" trên toàn công ty, nhân vật Steve Rogers trở thành một phần của vòng cung "Thời đại anh hùng".

Tổng thống Hoa Kỳ bổ nhiệm Rogers, trong bản sắc dân sự của mình, là " cảnh sát hàng đầu của nước Mỹ " và người đứng đầu an ninh quốc gia, thay thế Norman Osborn với tư cách là giám đốc điều hành thứ mười của SHIELD . Đạo luật đăng ký siêu phàm bị bãi bỏ và Rogers tái lập siêu anh hùng đội Avengers, dẫn đầu bởi Iron Man, Thor và Bucky là Captain America. 
 Trong miniseries  Steve Rogers: Super Soldier , anh gặp Jacob Erskine, cháu trai của Giáo sư Abraham Erskine và con trai của Tyler Paxton, một trong những tình nguyện viên của Rogers trong Chương trình Siêu chiến binh. 
 Ngay sau đó, Rogers trở thành thủ lĩnh của Avengers bí mật, một đội siêu anh hùng black-op.
Trong suốt Fear chính nó cốt truyện, Steve Rogers là hiện nay khi các mối đe dọa của Con rắn được biết đến. sau cái chết rõ ràng của Bucky tại bàn tay của Sin (dưới hình thức Skadi), Steve Rogers kết thúc thay đổi thành Captain America. khi Avengers và The New Avengers đang chiến đấu Skadi, các Serpent kết thúc tham gia cuộc chiến và phá vỡ lá chắn của Captain America với bàn tay trần của mình. Captain America và Avengers cuối cùng thành lập một lực lượng dân quân để chống lại quân của con rắn. Khi nói đến trận chiến cuối cùng, Captain America sử dụng búa của Thor để chiến đấu với Skadi cho đến khi Thor quản lý để giết con rắn. Trong hậu quả của trận chiến, Iron Man trình bày ông với lá chắn rèn của mình, bây giờ mạnh mẽ hơn cho các cải tiến Uru-infused mặc dù vết sẹo nó gấu. nó sau đó được tiết lộ rằng Captain America, Nick Fury, và Black Widow là những người duy chỉ biết rằng Bucky thực sự sống sót trong cuộc chiến với Skadi như Bucky hồ sơ danh tính của mình như 
Trong vòng tròn câu chuyện  Avengers vs. X-Men , Captain America cố gắng bắt giữ Hope Summers của X-Men. Cô là tàu nhắm mục tiêu cho Phoenix Force, một thực thể vũ trụ hủy diệt. Captain America tin rằng Lực lượng Phoenix này quá nguy hiểm khi giao phó một người và tìm cách ngăn chặn Hope có được nó. Cyclops và X-Men tin rằng Phoenix Force sẽ cứu lấy chủng tộc của họ, và phản đối mong muốn của Captain America. Kết quả là một loạt các trận chiến cuối cùng đưa cả hai đội đến khu vực màu xanh của mặt trăng. Phoenix Force cuối cùng sở hữu năm X-Men có mặt, khiến Avengers gặp bất lợi cực kỳ. The  Phoenix Five , người bị tha hóa bởi sức mạnh của Phượng hoàng, cuối cùng bị đánh bại và phân tán, với Cyclops bị cầm tù vì biến thế giới thành một quốc gia cảnh sát và giết chết Charles Xavier sau khi bị đẩy đi quá xa, chỉ vì anh ta lưu ý rằng, cuối cùng, anh ta đã được chứng minh là đúng về ý định của Phượng hoàng. Từ đó, Captain America tiến hành lắp ráp Avengers Unity Squad, một nhóm Avengers mới bao gồm cả Avengers và X-Men cổ điển.
Sau khi Cyclops bị tống giam và Steve chấp nhận Avengers nên đã làm nhiều hơn để giúp đỡ các dị nhân, và cho phép thế giới ghét họ, anh bắt đầu lên kế hoạch cho một nhóm phụ mới của Avengers với hy vọng hợp nhất cả người đột biến và loài người. Anh ấy đã chọn Havok để dẫn dắt đội của mình và trở thành gương mặt mới để đại diện cho các dị nhân như Giáo sư X và Cyclops từng là. 

Mối đe dọa đầu tiên của họ là sự trở lại của Red Skull - cụ thể hơn, một bản sao của Skull được tạo ra vào năm 1942 và bị giữ lại trong trường hợp cái chết ban đầu - người đã chiếm đoạt cơ thể của Giáo sư X để cung cấp cho mình sức mạnh thần giao cách cảm, mà anh ta sẽ sử dụng để khiêu khích công dân New York vào một cuộc tấn công hàng loạt chống lại các dị nhân, hoặc bất cứ ai có thể là một, và buộc Scarlet Witch và Rogue cho phép mình bị tấn công. Với sự giúp đỡ của S-Man Honest John, anh ta đã xoay xở để thậm chí thao túng Thor. 

Các kỹ năng của Red Skull vẫn còn thất thường và không thể kiểm soát hoàn toàn Captain America, một cuộc tấn công chống lại anh ta đủ gây mất tập trung để mất quyền kiểm soát Rogue và Scarlet Witch. Sau khi bị áp đảo bởi phần còn lại của Uncanny Avengers, Red Skull đã trốn thoát, nhưng hứa sẽ quay trở lại. Sau đó, cả Rogue và Scarlet Witch đều gia nhập đội. 
Trong trận chiến với kẻ thù tên là Iron Nail, Super-Soldier Serum trong cơ thể của Rogers đã bị vô hiệu hóa, khiến anh ta già đi nhanh chóng để phù hợp với tuổi theo thời gian hơn 90 năm của mình. Không còn có thể tham gia Trong các nhiệm vụ dã chiến nhưng vẫn giữ được đầu óc nhạy bén, Rogers quyết định đảm nhận vai trò điều phối viên nhiệm vụ, tổ chức các kế hoạch tấn công của Avengers từ biệt thự, đồng thời bổ nhiệm Sam Wilson làm "người thay thế" chính thức của mình làm Captain America. Khi nhiều Avengers và X-Men bị biến thành nhân vật phản diện và một số nhân vật phản diện bị biến thành chủ nghĩa anh hùng do một câu thần chú sai lầm của Scarlet Witch và Doctor Doom, Rogers không chỉ phối hợp các nỗ lực của Người Nhện và các nhân vật phản diện đảo ngược, giờ đây được gọi là "Avengers đáng kinh ngạc", nhưng cũng mặc áo giáp cũ của mình để chiến đấu với Falcon bị đảo ngược, cho đến khi các anh hùng và nhân vật phản diện có thể trở lại bình thường với viện trợ của Sọ trắng (Sọ đỏ đảo ngược).
Trong cốt truyện "Hết thời gian", Steve Rogers mặc áo giáp khi đối đầu với Người sắt. Cuộc chiến nảy lửa giữa hai người bạn cũ đã khiến Steve Rogers buộc Iron Man phải thừa nhận rằng anh ta đã nói dối anh ta và tất cả các đồng minh của họ, khi anh ta biết về những cuộc xâm lược giữa các Trái đất thay thế, nhưng Iron Man cũng thú nhận rằng anh ta sẽ thay đổi một điều. Cuộc tấn công cuối cùng bắt đầu và Earth-1610 bắt đầu tiếp cận Earth-616 trong khi Iron Man và Steve Rogers tiếp tục chiến đấu. S.H.I.E.L.D của Earth-1610 đã phát động một cuộc xâm lược hoàn toàn để tiêu diệt Trái đất-616, trong đó Tony Stark và Steve Rogers đã bị nghiền nát bởi một Helicarrier.
Là một phần của  Hoàn toàn mới, Hoàn toàn khác biệt , Steve Rogers trở thành Giám đốc giám sát dân sự mới cho SHIELD  Anh trở lại Uncanny Avengers nơi nhóm hiện đang sử dụng Nhà hát Schaefer làm trụ sở của họ.
Steve Rogers sau đó có một cuộc chạm trán với một Logan từ Earth-807128. Sau khi đánh bại Logan và đưa anh ta đến Alberta, Canada, Rogers đã cố gắng "trấn an" Logan rằng đây không phải là "quá khứ" của anh ta bằng cách cho anh ta thấy cơ thể đóng băng adamantium của Logan-616. Cảnh tượng này nhắc nhở Logan về sự cần thiết phải tận hưởng cuộc sống hơn là nghiền ngẫm những bóng ma trong quá khứ của anh. Mặc dù ông đã nói với Steve Rogers những gì ông đã trải qua trong dòng thời gian của mình, Logan đã từ chối lời đề nghị giúp đỡ của Steve.

#### Dòng thời gian thay thế Hydra trùng lặp
Trong cốt truyện "Avengers: Standoff!" Năm 2016, Steve Rogers học được từ Rick Jones rằng S.H.I.E.L.D. đã thành lập Pleasant Hill, một cộng đồng bị kiểm soát nơi họ sử dụng Kobik để biến những kẻ hung ác thành những công dân bình thường. Khi Rogers được đưa đến Đồi dễ chịu, anh ta đối mặt với Maria Hill về dự án Kobik. Cuộc tranh luận của họ bị gián đoạn khi Nam tước Helmut Zemo và Fixer khôi phục các tù nhân trở lại bình thường. Sau khi Hill bị thương, Rogers thuyết phục Zemo để Hill được chăm sóc y tế. Rogers sau đó được hộ tống đến phòng khám của bác sĩ Erik Selvig bởi Cha Patrick. Selvig nói với Rogers rằng Kobik đang ở hẻm Bowling Hill dễ chịu. Trong nỗ lực lý luận với Kobik, Rogers bị Crossbones tấn công. Trước khi Rogers có thể bị giết, Kobik sử dụng khả năng của mình để khôi phục anh ta trở lại thời kỳ hoàng kim. Tuyên bố rằng "Thật tốt khi được trở lại", Steve đánh bại Crossbones khi Captain America và Winter Soldier bắt kịp anh ta. Họ tiếp tục tìm kiếm Kobik và phát hiện ra rằng Baron Zemo đã Fixer phát minh ra một thiết bị khiến Kobik phải phục tùng họ Rogers tập hợp các anh hùng để họ có thể chiến đấu với Zemo. Sau hậu quả của vụ việc, Steve và Sam dự định sẽ giữ những gì xảy ra tại Đồi Hill trong thời gian hiện tại.
Trong  Captain America: Steve Rogers  # 1 (tháng 7 năm 2016), bảng điều khiển cuối cùng rõ ràng tiết lộ rằng Rogers đã là một Hydra từ khi còn trẻ. Điều này sau đó được tiết lộ là kết quả của việc Kobik khôi phục lại tuổi trẻ của Rogers, khi cô được Red Skull dạy rằng Hydra tốt cho thế giới và có suy nghĩ của một đứa trẻ bốn tuổi, Kobik đã thay đổi thực tế để Rogers trở thành người đàn ông vĩ đại nhất mà anh ta có thể là: tin tưởng Hydra là tốt, Kobik đã thay đổi vĩnh viễn ký ức của mình để Rogers tin rằng anh ta luôn là thành viên của Hydra. Một số thuộc tính anh hùng ban đầu của Rogers vẫn còn nguyên vẹn, chẳng hạn như bao gồm cái chết của một thành viên Hydra khác trong SHIELD, Erik Selvig, cũng như biết về cuộc đời bi thảm của Jack Flag và sự bất tử của anh ta, đó là lý do Steve đẩy anh ta khỏi máy bay của Zemo (dẫn đến hôn mê, không tử vong). Ngoài ra, người ta còn tiết lộ rằng người cha vũ phu của Rogers, Joseph, thực sự đã bị Hydra giết, và Hydra đã lừa dối anh ta khi nghĩ Joseph chết vì một cơn đau tim. Người ta cũng tiết lộ rằng Rogers đã chứng kiến mẹ của mình, Sarah, bị giết bởi những con dê Hydra của Sinclair và bắt cóc anh ta, đó là lý do tại sao Steve có ác cảm với sự xấu xa của Hydra và lên kế hoạch giết bản sao của Red Skull và khôi phục danh dự đã mất của Hydra. Là một phần trong kế hoạch dài hạn của mình, Steve tiếp tục thỏa hiệp với hình ảnh hiện tại của Sam Wilson là 'Captain America bởi sử dụng sự quen thuộc lớn hơn với chiếc khiên để cố tình đưa Wilson vào vị trí mà anh ta sẽ không thể sử dụng chiếc khiên để cứu một thượng nghị sĩ khỏi Flag-Smasher, với mục tiêu cuối cùng là hạ bệ Sam đến điểm mà anh ta sẽ trở lại lá chắn cho Rogers có ý chí tự do của riêng mình, không muốn giết Wilson và mạo hiểm tạo ra một kẻ tử vì đạo.

Mối đe dọa đầu tiên của họ là sự trở lại của Red Skull - cụ thể hơn, một bản sao của Skull được tạo ra vào năm 1942 và bị giữ lại trong trường hợp cái chết ban đầu - người đã chiếm đoạt cơ thể của Giáo sư X để cung cấp cho mình sức mạnh thần giao cách cảm, mà anh ta sẽ sử dụng để khiêu khích công dân New York vào một cuộc tấn công hàng loạt chống lại các dị nhân, hoặc bất cứ ai có thể là một, và buộc Scarlet Witch và  Rogue cho phép mình bị tấn công. Với sự giúp đỡ của S-Man Honest John, anh ta đã xoay xở để thậm chí thao túng  Thor. 

Các kỹ năng của Red Skull vẫn còn thất thường và không thể kiểm soát hoàn toàn Captain America, một cuộc tấn công chống lại anh ta đủ gây mất tập trung để mất quyền kiểm soát Rogue và Scarlet Witch. Sau khi bị áp đảo bởi phần còn lại của Uncanny Avengers, Red Skull đã trốn thoát, nhưng hứa sẽ quay trở lại. Sau đó, cả Rogue và Scarlet Witch đều gia nhập đội. 
Trong trận chiến với kẻ thù tên là Iron Nail, Super-Soldier Serum trong cơ thể của Rogers đã bị vô hiệu hóa, khiến anh ta già đi nhanh chóng để phù hợp với tuổi theo thời gian hơn 90 năm của mình. Không còn có thể tham gia Trong các nhiệm vụ dã chiến nhưng vẫn giữ được đầu óc nhạy bén, Rogers quyết định đảm nhận vai trò điều phối viên nhiệm vụ, tổ chức các kế hoạch tấn công của Avengers từ biệt thự, đồng thời bổ nhiệm Sam Wilson làm "người thay thế" chính thức của mình làm Captain America. Khi nhiều Avengers và X-Men bị biến thành nhân vật phản diện và một số nhân vật phản diện bị biến thành chủ nghĩa anh hùng do một câu thần chú sai lầm của Scarlet Witch và Doctor Doom, Doom]], Rogers không chỉ phối hợp các nỗ lực của Người Nhện và các nhân vật phản diện đảo ngược, giờ đây được gọi là "Avengers đáng kinh ngạc", nhưng cũng mặc áo giáp cũ của mình để chiến đấu với Falcon bị đảo ngược, cho đến khi các anh hùng và nhân vật phản diện có thể trở lại bình thường với viện trợ của Sọ trắng (Sọ đỏ đảo ngược).
Trong cốt truyện "Hết thời gian", Steve Rogers mặc áo giáp khi đối đầu với Người sắt. Cuộc chiến nảy lửa giữa hai người bạn cũ đã khiến Steve Rogers buộc Iron Man phải thừa nhận rằng anh ta đã nói dối anh ta và tất cả các đồng minh của họ, khi anh ta biết về những cuộc xâm lược giữa các Trái đất thay thế, nhưng Iron Man cũng thú nhận rằng anh ta sẽ thay đổi một điều. Cuộc tấn công cuối cùng bắt đầu và Earth-1610 bắt đầu tiếp cận Earth-616 trong khi Iron Man và Steve Rogers tiếp tục chiến đấu. S.H.I.E.L.D của Earth-1610 đã phát động một cuộc xâm lược hoàn toàn để tiêu diệt Trái đất-616, trong đó Tony Stark và Steve Rogers đã bị nghiền nát bởi một Helicarrier. er.
Là một phần của  Hoàn toàn mới, Hoàn toàn khác biệt , Steve Rogers trở thành Giám đốc giám sát dân sự mới cho SHIELD  Anh trở lại Uncanny Avengers nơi nhóm hiện đang sử dụng Nhà hát Schaefer làm trụ sở của họ.
Steve Rogers sau đó có một cuộc chạm trán với một  Logan từ Earth-807128. Sau khi đánh bại Logan và đưa anh ta đến Alberta, Canada, Rogers đã cố gắng "trấn an" Logan rằng đây không phải là "quá khứ" của anh ta bằng cách cho anh ta thấy cơ thể đóng băng adamantium của Logan-616. Cảnh tượng này nhắc nhở Logan về sự cần thiết phải tận hưởng cuộc sống hơn là nghiền ngẫm những bóng ma trong quá khứ của anh. Mặc dù ông đã nói với Steve Rogers những gì ông đã trải qua trong dòng thời gian của mình, Logan đã từ chối lời đề nghị giúp đỡ của Steve. đỡ của Steve.
Bản mẫu:Cốt truyện dài
Trong cốt truyện "Avengers: Standoff!" Năm 2016, Steve Rogers học được từ Rick Jones rằng S.H.I.E.L.D. đã thành lập Pleasant Hill, một cộng đồng bị kiểm soát nơi họ sử dụng Kobik để biến những kẻ hung ác thành những công dân bình thường. Khi Rogers được đưa đến Đồi dễ chịu, anh ta đối mặt với Maria Hill về dự án Kobik. Cuộc tranh luận của họ bị gián đoạn khi Nam tước Helmut Zemo và Fixer khôi phục các tù nhân trở lại bình thường. ng. Sau khi Hill bị thương, Rogers thuyết phục Zemo để Hill được chăm sóc y tế. Rogers sau đó được hộ tống đến phòng khám của bác sĩ Erik Selvig bởi Cha Patrick. Selvig nói với Rogers rằng Kobik đang ở hẻm Bowling Hill dễ chịu. Trong nỗ lực lý luận với Kobik, Rogers bị Crossbones tấn công. Trước khi Rogers có thể bị giết, Kobik sử dụng khả năng của mình để khôi phục anh ta trở lại thời kỳ hoàng kim. Tuyên bố rằng "Thật tốt khi được trở lại", Steve đánh bại Crossbones khi Captain America và Winter Soldier bắt kịp anh ta. ta. Họ tiếp tục tìm kiếm Kobik và phát hiện ra rằng Baron Zemo đã Fixer phát minh ra một thiết bị khiến Kobik phải phục tùng họ Rogers tập hợp các anh hùng để họ có thể chiến đấu với Zemo. Sau hậu quả của vụ việc, Steve và Sam dự định sẽ giữ những gì xảy ra tại Đồi Hill trong thời gian hiện tại.
Trong  Captain America: Steve Rogers  # 1 (tháng 7 năm 2016), bảng điều khiển cuối cùng rõ ràng tiết lộ rằng Rogers đã là một [hai Hydra (truyện tranh) | Hydra từ khi còn trẻ. Điều này sau đó được tiết lộ là kết quả của việc Kobik khôi phục lại tuổi trẻ của Rogers, khi cô được Red Skull dạy rằng Hydra tốt cho thế giới và có suy nghĩ của một đứa trẻ bốn tuổi, Kobik đã thay đổi thực tế để Rogers trở thành người đàn ông vĩ đại nhất mà anh ta có thể là: tin tưởng Hydra là tốt, Kobik đã thay đổi vĩnh viễn ký ức của mình để Rogers tin rằng anh ta luôn là thành viên của Hydra. Một số thuộc tính anh hùng ban đầu của Rogers vẫn còn nguyên vẹn, chẳng hạn như bao gồm cái chết của một thành viên Hydra khác trong SHIELD, Erik Selvig, cũng như biết về cuộc đời bi thảm của Jack Flag và sự bất tử của anh ta, đó là lý do Steve đẩy anh ta khỏi máy bay của Zemo (dẫn đến hôn mê, không tử vong). Ngoài ra, người ta còn tiết lộ rằng người cha vũ phu của Rogers, Joseph, thực sự đã bị Hydra giết, và Hydra đã lừa dối anh ta khi nghĩ Joseph chết vì một cơn đau tim. Người ta cũng tiết lộ rằng Rogers đã chứng kiến mẹ của mình, Sarah, bị giết bởi những con dê Hydra của Sinclair và bắt cóc anh ta, đó là lý do tại sao Steve có ác cảm với sự xấu xa của Hydra và lên kế hoạch giết bản sao của Red Skull và khôi phục danh dự đã mất của Hydra. Là một phần trong kế hoạch dài hạn của mình, Steve tiếp tục thỏa hiệp với hình ảnh hiện tại của Sam Wilson là 'Captain America bởi sử dụng sự quen thuộc lớn hơn với chiếc khiên để cố tình đưa Wilson vào vị trí mà anh ta sẽ không thể sử dụng chiếc khiên để cứu một thượng nghị sĩ khỏi Flag-Smasher, với mục tiêu cuối cùng là hạ bệ Sam đến điểm mà anh ta sẽ trở lại lá chắn cho Rogers có ý chí tự do của riêng mình, không muốn giết Wilson và mạo hiểm tạo ra một kẻ tử vì đạo.
Trong cốt truyện "Nội chiến II" năm 2016, với việc phát hiện ra con người mới Ulysses - người có khả năng "tiên đoán" tương lai bằng cách tính toán các mô hình phức tạp - Rogers đã đặt ra để ngăn chặn Ulysses học các kế hoạch và lòng trung thành thực sự của mình. Rogers thực hiện điều này bằng cách "buộc" một số dự đoán nhất định về anh ta, chẳng hạn như cung cấp cho Bruce Banner ẩn danh nghiên cứu gamma mới để kích thích một tầm nhìn sẽ khiến Avengers giết chết Banner, mặc dù kế hoạch này rõ ràng đã phản tác dụng với một tầm nhìn gần đây cho thấy [[] Người nhện (Miles Morales) | Người nhện]] đứng bên cạnh Steve Rogers đã chết. Mặc dù có tiết lộ này, Rogers thể hiện mình là tiếng nói của lý trí bằng cách cho phép Người Nhện chạy trốn cùng Thor. Điều này truyền cảm hứng cho sự nghi ngờ ở Tony Stark vì lập trường hiện tại của anh ấy bằng cách cho rằng anh ấy chỉ hành động chống lại Danvers vì anh ấy không thích trở thành chú chó hàng đầu. Sau đó, anh ta đến Washington, DC, vị trí nhìn thấy trong tầm nhìn của Ulysses, để nói chuyện với Spider -Man, người đang cố gắng hiểu tầm nhìn giống như anh. Khi Captain Marvel cố gắng bắt Người Nhện, Tony, mặc áo giáp War Machine, đối đầu với cô và hai người bắt đầu chiến đấu.
Sau đó, Rogers đến Sokovia và gia nhập lực lượng với Black Widow để giải phóng những người chiến đấu tự do khỏi nhà tù để họ có thể đòi lại đất nước của họ. Sau đó, anh đến căn cứ của mình nơi Bác sĩ Selvig bày tỏ mối quan tâm về kế hoạch giết chết Sọ đỏ. Sau đó anh ta tiết lộ rằng anh ta có Nam tước Zemo trong một phòng giam, dự định tuyển anh ta.
Trong cốt truyện "Đế chế bí mật" năm 2017, Rogers, với tư cách là người đứng đầu S.H.I.E.L.D, sử dụng một cuộc xâm lược của người ngoài hành tinh sau đó và một cuộc tấn công giám sát hàng loạt để giành quyền kiểm soát Hoa Kỳ. Anh ta vô hiệu hóa các siêu anh hùng có thể chống lại anh ta, và tìm kiếm Cosmic Cube để mang đến một thực tế trong đó Hydra chiến thắng trong Thế chiến II. Khi Rick đưa thông tin về việc Cube viết lại hiện thực của Rogers cho Avengers miễn phí còn lại, một người đàn ông râu ria xồm xoàm, mặc đồng phục quân đội trong Thế chiến II xuất hiện, người tự giới thiệu mình là Steve Rogers. Khi Avengers và Hydra tìm kiếm những mảnh vỡ của Cube bị vỡ vụn, người ta đã tiết lộ rằng Steve Rogers mất trí nhớ này thực sự là một biểu hiện của Rogers tồn tại trong chính Cube, được tạo ra bởi ký ức của Rogik về Rogers trước khi anh ta được chuyển đổi với Hydra, khi cô nhận ra rằng quyết định 'viết lại' Rogers của mình với tư cách là một đặc vụ của Hydra là sai. Mặc dù Hydra Rogers có thể lắp ráp lại hầu hết các khối vũ trụ, Sam Wilson và Bucky có thể sử dụng một mảnh của khối lập phương để khôi phục 'bộ nhớ' của Hydra Rogers trước Cube để khắc chế sự tồn tại, cho phép anh ta đánh bại chính Hydra của mình, sau đó sử dụng Cube để hoàn tác phần lớn thiệt hại gây ra bởi Hydra thao túng thực tế ngay cả khi thiệt hại vật lý vẫn còn. 'Mũ Hydra' tiếp tục tồn tại như một thực thể riêng biệt và bị nhốt trong nhà tù nơi anh ta là người duy nhất tù nhân, chế giễu Rogers được khôi phục về thử thách mà anh ta sẽ đối mặt với việc xây dựng lại danh tiếng của mình. Đối với bản thân, Rogers nghĩ rằng mối tình này là một trải nghiệm tích cực ở một mức độ nhất định, rằng trải nghiệm này sẽ dạy mọi người không đặt niềm tin mù quáng vào một người khác.